# Saint-Michel (Tarn-et-Garonne)
Saint-Michel (okzitanisch Sent Miquèu) ist eine französische Gemeinde im Département Tarn-et-Garonne in der Region Okzitanien (vor 2016: Midi-Pyrénées). Die 274 Einwohner (Stand: 1. Januar 2022) zählende Gemeinde liegt im Arrondissement Castelsarrasin und ist Teil des Kantons Garonne-Lomagne-Brulhois (bis 2015: Kanton Auvillar). Die Einwohner werden Saint-Michelois genannt.

## Geografie
Saint-Michel liegt etwa 32 Kilometer westlich von Montauban. Umgeben wird Saint-Michel von den Nachbargemeinden Espalais im Norden und Nordwesten, Merles im Nordosten, Le Pin im Osten, Asques im Süden und Südosten, Castéra-Bouzet im Süden und Südwesten, Bardigues im Westen und Südwesten sowie Auvillar im Westen und Nordwesten.
An der nordwestlichen Gemeindegrenze verläuft das Flüsschen Cameson und mündet in die Garonne.
Durch die Gemeinde führt die Autoroute A62.
| Jahr      | 1962 | 1968 | 1975 | 1982 | 1990 | 1999 | 2006 | 2017 |
| --------- | ---- | ---- | ---- | ---- | ---- | ---- | ---- | ---- |
| Einwohner | 338  | 371  | 330  | 267  | 230  | 217  | 241  | 255  |

## Sehenswürdigkeiten

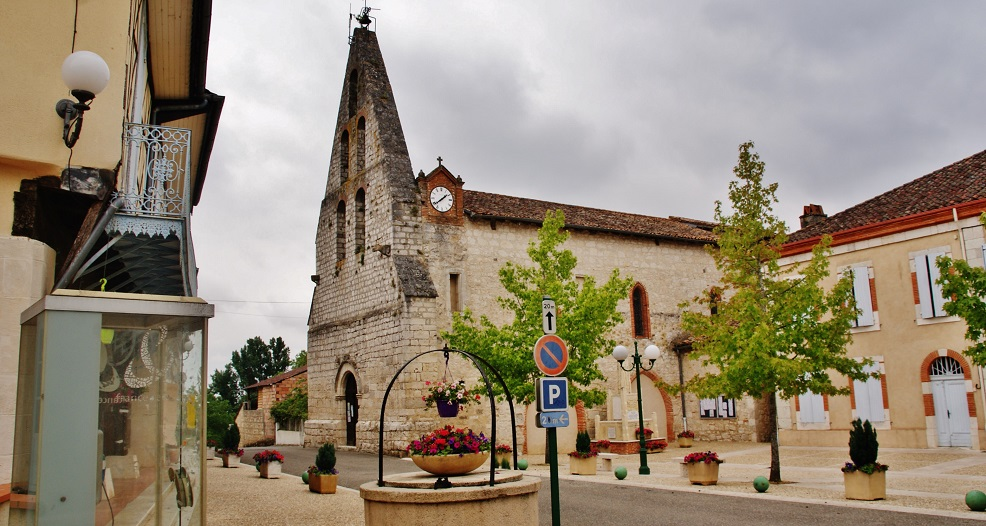
Kirche Saint-Michel

- Kirche Saint-Michel